# Epitaffi nella chiesa di Santa Maria a Lubecca
Con epitaffi nella chiesa di Santa Maria ci si riferisce a una serie di monumenti funebri presenti, attualmente o solo in passato, all'interno della chiesa di Santa Maria a Lubecca, per secoli considerata come una sorta di famedio del patriziato cittadino.
Fino alla seconda guerra mondiale erano presenti 84 epitaffi, molti dei quali danneggiati o perduti durante il bombardamento aereo del 1942.

## Epitaffi
Di seguito, une selezione dei monumenti più significativi:
| Persona a cui è dedicato                                 | Anno di realizzazione | Artista                   | Annotazioni | Immagine |
| -------------------------------------------------------- | --------------------- | ------------------------- | --- | -------- |
| Heinrich Balemann Borgomastro di Lubecca († 1750)        | 1750                  |                           | Marmo, ancora esistente. |          |
| Heinrich Brockes I Borgomastro di Lubecca († 1623)       | 1624                  |                           | Epitaffio in forma di stemma, ancora esistente.                                                                                               |          |
| Heinrich Brockes II Borgomastro di Lubecca († 1773)      | 1776                  |                           | Marmo, ancora esistente. |          |
| Adolf Brüning Consigliere († 1702)                       | 1702                  | Thomas Quellinus          | Gravemente danneggiato nel 1942. |          |
| Dietrich Buxtehude Organista e compositore († 1707)      | 1957                  |                           | Placca in ottone posizionata nel luogo dove si trovava la sua tomba.                                                                          |          |
| Caspar von Degingk Consigliere († 1680)                  | 1680                  |                           | Dal 1942 nel coro interno. |          |
| Hermann von Dorne Borgomastro di Lubecca († 1594)        | 1594                  |                           | Epitaffio in forma di stemma, ancora esistente.                                                                                               |          |
| Hieronymus von Dorne Borgomastro di Lubecca († 1704)     | 1706                  | Thomas Quellinus          | Gravemente danneggiato nel 1942. |          |
| Johann Füchting Consigliere († 1637)                     | 1637                  | Aris Claeszon             | Realizzato nei Paesi Bassi mentre Füchting era in vita. Danneggiato nel 1942.                                                                 |          |
| Hermann Fock Consigliere († 1703)                        | 1703                  |                           | Distrutto nel 1942. |          |
| Johann Glandorp Consigliere († 1612)                     | 1612                  | Robert Coppens            | Distrutto nel 1942. |          |
| Göttingk                                                 | 1619                  | Johannes Willinges        | Epitaffio ligneo, distrutto nel 1942. |          |
| Bartholomäus Heisegger                                   | 1517                  |                           | Esistente, nel museo di Sant'Anna. |          |
| Walter Holsten Commerciante († 1573)                     | 1578                  | Jochim Wernecke           | Epitaffio intagliato su legno, con immagini della resurrezione di Cristo dipinte da Jost de Laval. Distrutto nel 1942.                        |          |
| Gotthard IV von Höveln Consigliere († 1571)              | 1571                  | Matthias Benningk         | Epitaffio in ottone del consigliere von Höveln e di sua moglie Margarethe Brömse, ancora esistente.                                           |          |
| Gotthard V von Höveln Borgomastro di Lubecca († 1609)    | 1609                  | Robert Coppens            | Ancora esistente. |          |
| Gotthard V von Höveln Borgomastro di Lubecca († 1609)    | 1612                  |                           | Epitaffio in ottone di von Höveln e di sua moglie Anna Schillinges, ancora esistente.                                                         |          |
| Jakob Hübens Borgomastro di Lubecca († 1731)             | 1731                  |                           | Distrutto nel 1942. |          |
| Heinrich Kerkring Consigliere († 1693)                   | 1695                  | Godfrey Kneller           | Epitaffio ligneo con dipinti di Godfrey Kneller. Distrutto nel 1942.                                                                          |          |
| Gotthard Kerkring Borgomastro di Lubacca († 1705)        | 1707                  | Hans Freese               | Ancora esistente. |          |
| Johann Kirchmann Rettore del Katharineum († 1643)        | 1643                  |                           | Ritratto dipinto da Zacharias Kniller, distrutto nel 1942.                                                                                    |          |
| Johann Daniel Klette Consigliere († 1700)                | 1702                  |                           | Distrutto nel 1942. |          |
| Kohlreif                                                 | 1755                  |                           | Epitaffio con un dipinto di Johann Jacob Tischbein. Distrutto nel 1942.                                                                       |          |
| Johann Caspar Lindenberg Borgomastro di Lubecca († 1824) | 1824                  |                           | Ancora esistente. |          |
| Lorenz Möller Borgomastro di Lubecca († 1634)            | 1634                  | Hans Gudewerth il Giovane | Epitaffio in legno intagliato situato nei pressi della Cappella della Danza Macabra. Distrutto nel 1942.                                      |          |
| Paysen                                                   | 1570                  | Jost de Laval             | Epitaffio ligneo, distrutto nel 1942. |          |
| Joachim Peters Borgomastro di Lubecca († 1788)           | 1788                  | Landolin Ohmacht          | Marmo, ancora esistente. |          |
| Johann Ritter Borgomastro di Lubecca († 1700)            | 1700                  |                           | Epitaffio in forma di obelisco, situato nei pressi del vecchio battistero. Fu distrutto da un incendio durante i bombardamenti aerei del 1942 |          |
| Matthäus Rodde Borgomastro di Lubecca († 1677)           | 1677                  | Gudewerdt                 | Epitaffio in legno intagliato, distrutto nel 1942.                                                                                            |          |
| Franz Bernhard Rodde Consigliere († 1700)                | 1703                  |                           | Distrutto nel 1942. |          |
| Adolf Mattheus Rodde Borgomastro di Lubecca († 1729)     | 1729                  |                           | Spostato nel coro interno del 1942. |          |
| Hermann Rodde Borgomastro di Lubecca († 1730)            | 1730                  |                           | Epitaffio con un ritratto eseguito da J.M. von der Hude, distrutto nel 1942.                                                                  |          |
| Johann Siricius Borgomastro di Lubecca († 1696)          | 1702                  |                           | Distrutto nel 1942. |          |
| Hartwig von Stiten Consigliere († 1692)                  | 1699                  | Thomas Quellinus          | Lievemente danneggiato nel 1942. |          |
| Peter Hinrich Tesdorpf Borgomastro di Lubecca († 1723)   | 1723                  |                           | Ancora esistente, situato presso la tomba di famiglia dei Tesdordf.                                                                           |          |
| Bernhard Wedemhof Consigliere († 1627)                   | 1627                  |                           | Epitaffio in legno intagliato, conservato dal 1892 nel museo di Sant'Anna.                                                                    |          |
| Heinrich Wedemhof Consigliere († 1589)                   | 1590                  | Jochim Wernecke           | Epitaffio in legno intagliato con dipinti di Johannes Willinges. Distrutto nel 1942.                                                          |          |
| Heinrich Wedemhof Bürgermeister († 1651)                 | 1651                  |                           | Epitaffio in legno intagliato, conservato dal 1892 nel museo di Sant'Anna.                                                                    |          |
| Johann Westken Borgomastro di Lubecca († 1714)           | 1720                  | Hieronymus Hassenberg     | Distrutto nel 1942. |          |
| Gottschalk von Wickede Borgomastro di Lubecca († 1667)   | 1673                  |                           | Distrutto nel 1942. |          |
| Godart Wigerinck Commerciante e mecenate († 1518)        | 1518                  | Peter Vischer il Vecchio  | Epitaffio bronzeo, ancora esistente. |          |
| Wilms                                                    | 1568                  | Jost de Laval             | Epitaffio ligneo, distrutto nel 1942. |          |
| Anton Winckler Borgomastro di Lubecca († 1707)           | 1708                  | Thomas Quellinus          | Unico epitaffio a non aver subito alcun danno durante la seconda guerra mondiale.                                                             |          |
| Lambert Wickinghof Consigliere († 1529)                  | Dopo il 1552          | Hans Kemmer               | Conservato nel museo di Sant'Anna. |          |
| Daniel Zöllner Vicecancelliere del Meclemburgo († 1618)  | 1618                  |                           | Distrutto nel 1942. |          |